# 금교령
금교령(禁教令)은 특정 종교를 신앙하거나 포교하는 것을 금지하는 명령(법령)으로, 특히 일본에서 게이초 17년(1612년) 및 이듬해 게이초 18년 12월 22일(1614년 1월 31일)에 에도 막부가 발표한 기독교 금지 법령을 가리킨다. 이를 강조하여 기독교 금지령이라고도 한다. 일본의 금교령은 "기독교는 침략적 식민 정책의 앞잡이이며, 인간 윤리의 상도를 훼손하고 일본의 법질서를 어지럽힌다"라고 강하게 비판하는 내용을 담고 있다. 금지 대상으로 간주된 종교는 사교문(邪宗門)이라 불렸다.

## 배경

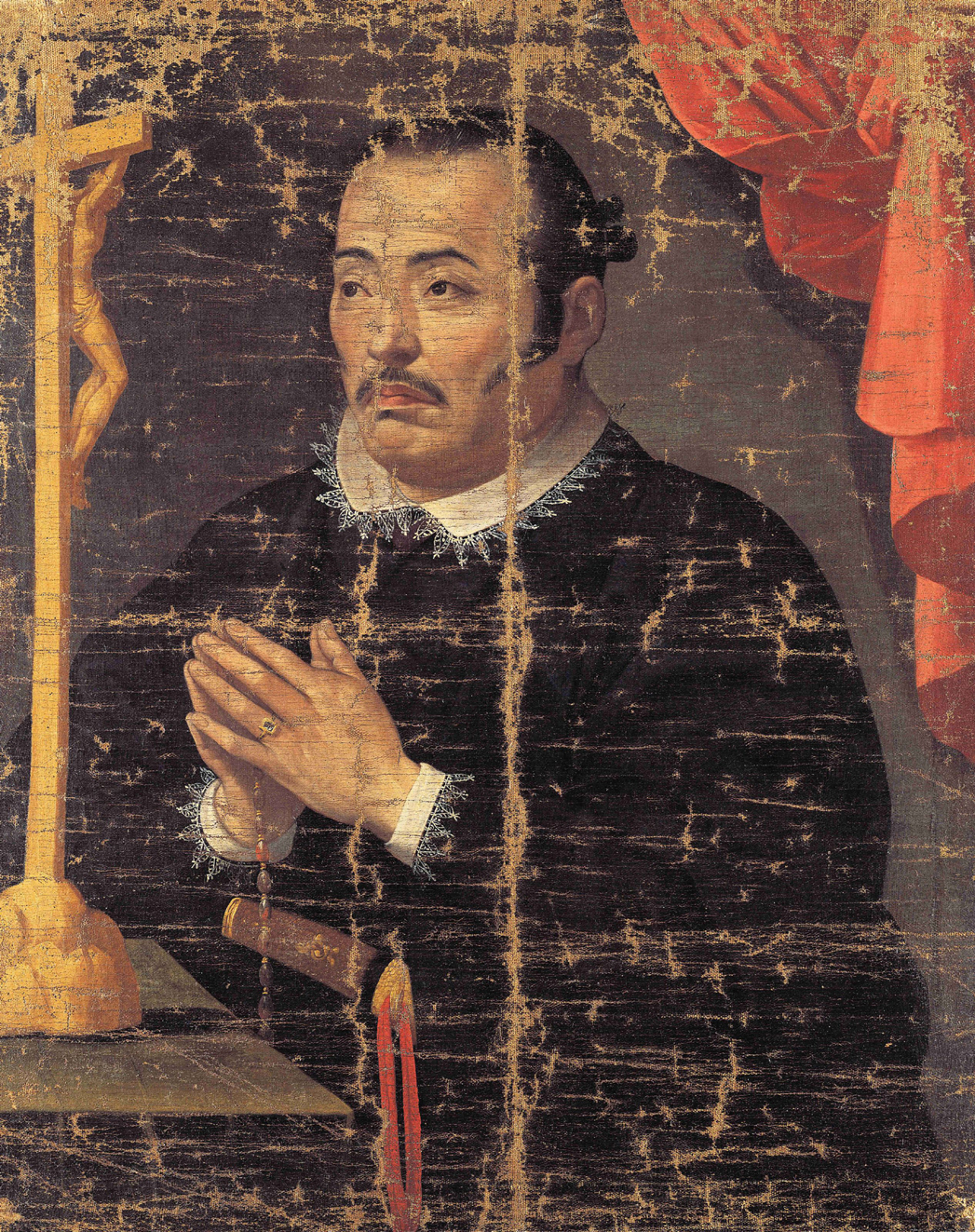
1615년 마드리드에서 가톨릭으로 개종한 하세쿠라 쓰네나가.

도요토미 히데요시가 1598년에 사망한 후, 도쿠가와 이에야스는 1600년에 일본의 권력을 장악하였다. 도요토미 히데요시와 마찬가지로 그는 일본 내 기독교 활동을 탐탁지 않게 여겼으나, 포르투갈 및 스페인과의 무역은 중요시하였다. 이에야스는 1600년에 포르투갈 무역을 확보하였고, 당시 식민지였던 필리핀과의 무역을 확립하기 위해 마닐라의 본부와 협상에 나섰다. 이러한 무역 촉진 정책은 가톨릭에 대한 정책을 일관성 없게 만들었다. 동시에, 일본 무역에 대한 통제권을 가톨릭 국가로부터 빼앗고자 개신교 국가인 네덜란드와 영국의 상인들은 막부에 스페인이 영토 확장 야망을 가지고 있으며, 가톨릭이 그러한 주요 수단이라고 조언하였다. 반면, 네덜란드와 영국은 일본에서 선교 활동을 하지 않고 무역에만 전념할 것을 약속하였다.
예수회는 도쿠가와 막부가 도요토미 히데요시 정권보다 훨씬 강력하고 안정적임을 인지한 것으로 보인다. 그러나 탁발 수도회는 군사적 옵션에 대해 비교적 공개적으로 논의하였다. 1615년, 누에바에스파냐 부왕의 프란치스코회 사절은 쇼군에게 스페인 요새를 건설할 토지를 요청하였는데, 이는 막부의 의심을 심화시켰다. 예수회와 탁발 수도회는 일본 선교에 있어 지속적인 경쟁 관계를 유지했으며, 각각 다른 제국 전략에 의존하였다.

## 금교령의 시행
도쿠가와 막부는 결국 가톨릭을 금지하였다. 1614년, 두 번째 쇼군 도쿠가와 히데타다(재위 1605–1623)의 명의로 발표된 "선교사 추방령"은 선승 곤치인 스덴(1563–1633)에 의해 초안이 작성되었으며, "기리시탄"에 대한 포괄적 통제를 명문화한 첫 공식 선언으로 인정된다. 이 문서에서는 기독교도가 일본 사회에 혼란을 가져오고 있으며, 그 추종자들이 "정부 규정을 위반하고, 신토를 모욕하며, 참된 법인 불법을 비방하고, 규율을 파괴하며, 선량함을 부패시킨다"고 주장하였다. 이러한 금교 정책은 결국 완전히 시행되어 도쿠가와 막부 법령의 기본 원칙 중 하나로 자리 잡았다. 같은 해, 막부는 전국의 모든 백성이 각 지역의 불교 사찰에 등록할 것을 요구하였고, 이는 1666년부터 연례 의무로 고착되었다. 이로써 불교 사찰은 국가 통제의 도구로 기능하게 되었다.
금교령의 직접적 원인은 이에야스의 가톨릭 가신이 연루된 사기 사건인 오카모토 다이하치 사건이다. 그러나 상기한 바와 같이, 금교령의 배경에는 이베리아 제국 세력의 침략 가능성에 대한 막부의 우려도 있었다. 특히, 신세계와 필리핀에서 발생한 사례들이 이를 뒷받침하였다. 국내적으로는 금교령이 도요토미 가문을 견제하기 위한 조치와도 밀접하게 관련되어 있었다. 불교 사찰은 "사찰 보증 제도(寺請制度)"를 통해 기독교인이 아님을 증명하는 역할을 맡았으며, 1630년대에 이르러 불교 사찰 소속 증명서를 종교적 정통성과 사회적 수용성을 나타내는 증빙 서류로 요구받게 되었다.

17세기 중반, 막부는 모든 유럽 선교사를 추방하고 모든 개종자를 처형할 것을 명령하였다. 이로써 일본에서의 공개적인 기독교 활동은 사실상 종말을 맞이하였다. 막부는 전국 도로와 다리 곳곳에 게시판을 설치하여 여러 금지 사항을 명시하였으며, 그중에는 기독교에 대한 엄중한 경고도 포함되어 있었다.

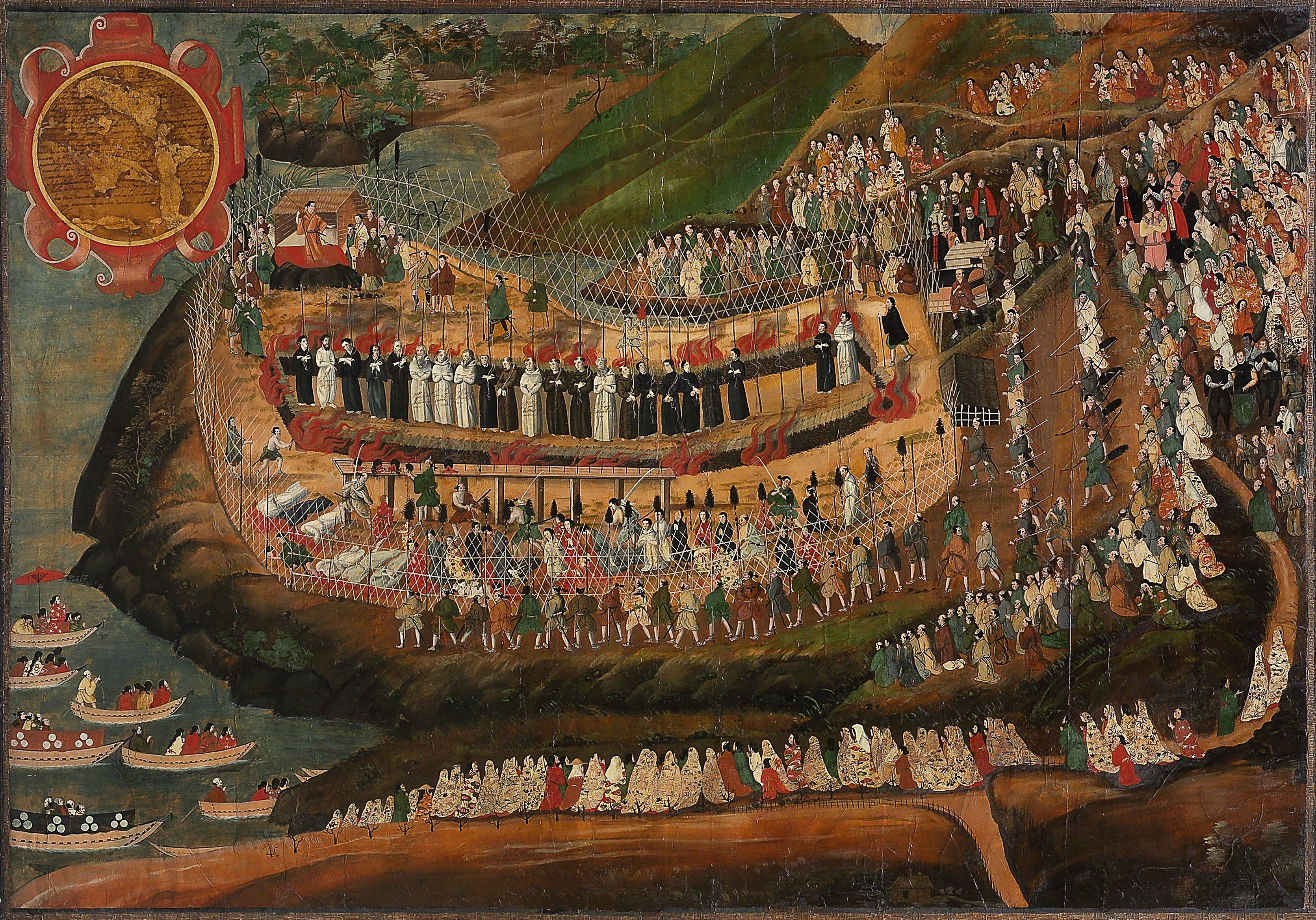
겐나 대순교를 묘사한 17세기의 그림.

1614년부터 시작된 체계적인 박해는 성직자 절반 이상이 떠난 이후에도 토착 기독교인들의 강력한 저항에 직면하였다. 이 저항을 주도한 것은 소수의 신부보다는 자발적으로 조직된 평신도 조직들이었다. 비밀리에 활동을 강요받은 일본 교회는 여전히 평신도 가운데에서 지도자를 모집하여 운영할 수 있었다. 일본의 어린이들은 포르투갈인들로부터 감탄을 받을 정도로 적극적으로 저항에 참여하였다고 한다. 나가사키는 17세기 초 몇 십 년간 기독교 도시로 남아 있었고, 시마바라, 기나이, 그리고 에도의 프란치스코회 등에서도 새로운 신앙 공동체가 설립되었다.
1622년에는 수많은 기독교 순교자가 발생하여 겐나 대순교라고 부른다. 1582년 기준으로 약 200,000명의 기독교인이 존재했던 것으로 추정되며, 선교 기간 동안 약 1,000명의 순교자가 공식적으로 기록되었다.

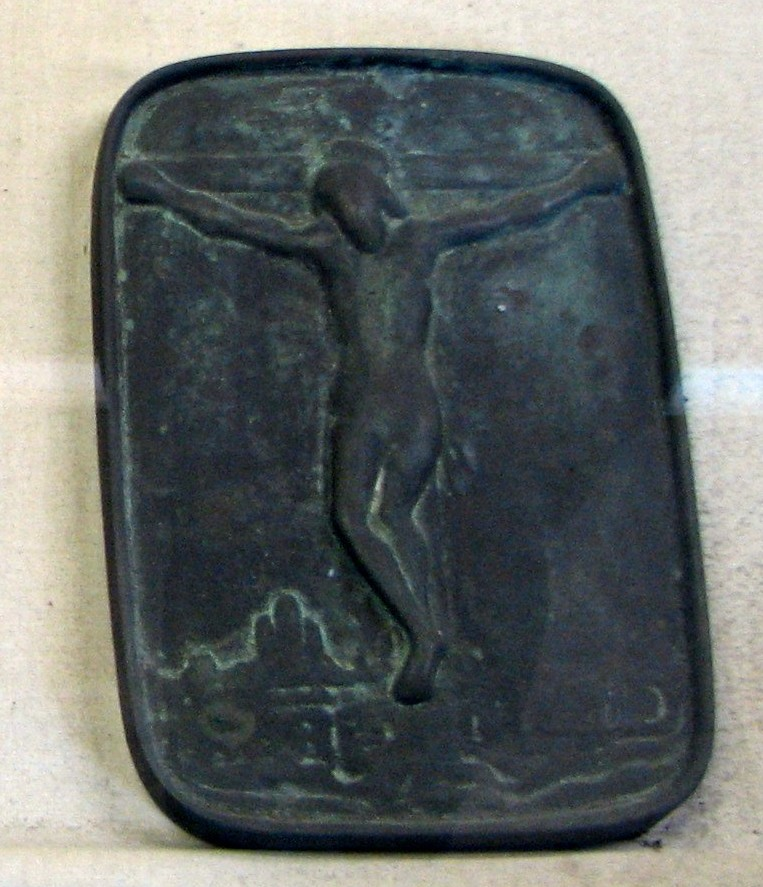
기독교신앙을 확인하기 위해 사용된 후미에

일본 정부는 후미에(踏み絵)를 이용해 가톨릭 신자와 동조자를 색출하였다. 후미에는 마리아나 예수의 그림이 그려져 있었다. 그림을 밟는 것을 꺼리는 사람들은 기독교인으로 식별되어 나가사키로 끌려갔다. 그들이 신앙을 포기하기를 거부하면 고문을 받았으며, 끝까지 신앙을 포기하지 않는 사람들은 처형되었다.

## 가쿠레키리시탄
이러한 박해 속에서 시마바라의 난은 1637년, 젊은 기독교 지도자인 아마쿠사 시로 도키사다의 지도 아래 막부를 상대로 일어났다. 이 반란은 경제적 궁핍과 정부의 억압에 의해 촉발되었으나, 점차 종교적 성격을 띠게 되었다. 약 27,000명이 이 반란에 가담했으나, 막부의 지속적인 진압 작전에 의해 결국 진압되었다.
당시의 쇼군 도쿠가와 이에미쓰는 반란 진압 후 기독교인들에 대해 강경한 태도를 취하였다. 이에미쓰는 2년 전 쇄국령을 발표하여 무역을 제한하고 일본을 사실상 고립 상태로 만들었다. 반란 이후 많은 일본 기독교인이 마카오나 스페인령 필리핀으로 추방되었다. 마카니즈 및 일본-필리핀 메스티조와 같은 혼혈인들이 이들 추방된 일본 가톨릭 신자들의 후손이다. 공식적으로 약 400명이 마카오와 마닐라로 추방되었으며, 수천 명은 자발적으로 이주하도록 압박받았다. 이 가운데 약 10,000명은 마카오로, 3,000명은 마닐라로 이주한 것으로 알려져 있다.
이후의 기독교 금령은 로마 가톨릭 교회에만 국한된 것이 아니었고, 히라도의 네덜란드 창고는 기독교식 서력 기원(1639년)을 사용했다는 이유로 파괴되었고, 네덜란드인 묘지도 같은 시기에 파괴되어 시체가 파헤쳐져 바다에 버려졌다.1654년, 가브리엘 하파르트는 나가사키에서 매장되길 청원했으나 기독교식 장례식이나 매장은 허용되지 않고 일본식 매장을 조건으로 매장이 허용되었다. 네덜란드인의 기록에 따르면, 도쿠가와 이에미츠는 네덜란드인의 종교가 포르투갈인의 종교와 유사하다고 이해했으며, 네덜란드인을 나가사키의 데지마 섬에 감금한 이유 중 하나가 기독교 신앙 때문이었다고 한다.
엥겔베르토 켐펠은 1690년대 데지마에서 네덜란드인들이 일본인들의 각종 수모와 불명예를 견뎌내야 했다고 기록했다. 그리스도의 이름을 말하는 것, 종교와 관련된 노래를 부르는 것, 기도하는 것, 축일을 축하하는 것, 십자가를 들고 다니는 것이 금지되었다.
일본 내 남은 가톨릭 신자들은 가쿠레키리시탄(숨은 기독교인)으로 불리며 지하로 숨어들었다. 몇몇 사제들은 일본에 불법적으로 남아 활동을 이어갔으며, 그중에는 18명의 예수회 사제, 7명의 프란치스코회 사제, 7명의 도미니코회 사제, 1명의 아우구스티노회 사제, 5명의 세속 성직자, 그리고 불특정 수의 예수회 이라마오(Irmao)와 도주쿠(Dojuku)가 포함되었다.
이 시기는 독일에서 가톨릭과 개신교 간의 30년 전쟁이 벌어지던 시기로, 유럽 내 가톨릭 세력의 약화가 일본 선교 활동을 위한 자금 지원 감소로 이어졌을 가능성이 있다. 이는 선교 실패의 원인이 이전이 아닌 이 시점에 나타난 이유일 수 있다. 에도 시대 동안 가쿠레키리시탄들은 신앙을 계속 이어갔다. 성경 구절과 기도문은 부모에서 자식으로 구전되었으며, 이들 지하 공동체 내에서는 비밀 직책인 미즈카타가 배정되어 신생아 세례를 맡았다. 그럼에도 불구하고, 지역 정부는 끊임없이 후미에를 사용해 기독교인을 색출하는 작업을 지속하였다.

## 금교령의 해제
1853년, 매튜 페리 제독에 의해 일본은 외부 세계와의 교류를 강제로 재개하게 되었으며, 1858년 미일 수호 통상 조약으로 외국인이 일본에 거주하는 것이 가능해졌다. 이에 따라 가톨릭, 개신교, 정교회를 포함한 여러 기독교 교단에서 많은 성직자가 파견되었으나, 여전히 선교 활동은 금지된 상태였다.
1865년, 나가사키 인근 우라카미 마을의 일본인 몇 명이 파리 외방전교회가 건축한 오우라 성당을 방문하였다. 당시 이 성당은 건축된 지 한 달도 채 되지 않은 상태였다. 방문자 중 한 여성은 프랑스인 사제 베르나르 프티장에게 자신들의 가족이 기리시탄 신앙을 지켜왔음을 고백하였다. 이들은 성모 마리아 상을 직접 보고 싶어했고, 프티장이 교황으로부터 파견된 독신 사제임을 확인하려 했다. 이후 수많은 기리시탄이 프티장을 찾아왔고, 그는 이들의 지하 조직을 조사하였다. 그 결과, 이들은 250년 가까운 기간 동안 유럽인 성직자 없이도 세례와 전례 주기를 유지해왔음을 발견하였다. 프티장의 보고는 기독교 세계를 놀라게 하였으며, 교황 비오 9세는 이를 "기적"이라고 평가하였다.
에도 막부는 여전히 기독교 금지령을 유지하고 있었기에, 기독교 박해는 1867년 막부가 붕괴되기 전까지 계속되었다. 당시 미국 공사 로버트 브루스 밴 볼켄버그는 나가사키 관리들에게 이러한 박해에 대해 비공식적으로 항의했으나, 실질적인 조치는 이루어지지 않았다. 1868년 막부를 계승한 메이지 정부는 초기에는 막부의 정책을 이어받아 수천 명의 기독교인을 추방하였다(우라카미 요반 쿠즈레). 다만 이후 정부의 외교 고문을 맡고 있던 샤를 드 몽블랑은 메이지 2년(1869) 10월 '종교정책에 관한 의견서'를 제출하여 일본이 열강들의 종교의 자유에 관한 내정 간섭을 피하기 위해서는 조금씩 정교분리 정책을 취하는 것이 좋지만, 당분간은 묵인하는 것이 좋겠다고 진언했다. 정부는 이 정책을 채택하여 메이지 6년(1873년)까지 제도적으로 금교령을 폐지함과 동시에 이들 각 조항이 사실상 폐지되고 기독교는 당분간 묵인되었다.
배외론자 중에도 예를 들어 후쿠자와 유키치와 같이 기독교인 우치무라 간조로부터 '종교의 대적'이라는 비판을 받으면서도 『종교의 필연성을 논하지 말라』(1876년), 『종교는 경세치용의 요도구다』(1897년 7월 24일) 등을 근거로 단순히 기독교배척론자가 아니었다는 연구도 있다.